# Olympische Winterspiele 1964/Teilnehmer (Niederlande)
| Gelbes Symbol für Goldmedaillen mit stilisierten Olympischen Ringen | Graues Symbol für Silbermedaillen mit stilisierten Olympischen Ringen | Braundes Symbol für Bronzemedaillen mit stilisierten Olympischen Ringen |
| ------------------------------------------------------------------- | --------------------------------------------------------------------- | ----------------------------------------------------------------------- |
| 1                                                                   | 1                                                                     | —                                                                       |

Die Niederlande nahmen an den Olympischen Winterspielen 1964 im österreichischen Innsbruck mit einer Delegation von sechs Athleten, vier Männer und zwei Frauen, teil.
Seit 1928 war es die siebte Teilnahme der Niederlande bei Olympischen Winterspielen.

## Flaggenträger
Der Eisschnellläufer Ard Schenk trug die Flagge der Niederlande während der Eröffnungsfeier.

## Medaillen
Mit je einer gewonnenen Gold- und Silbermedaille belegte das niederländische Team Platz 9 im Medaillenspiegel.

### Gold
- Sjoukje Dijkstra: Damen, Eiskunstlauf

### Silber
- Kees Verkerk: Herren, Eisschnelllauf, 1500 m

## Teilnehmer nach Sportarten

### Eiskunstlauf
Damen
- Sjoukje Dijkstra

### Eisschnelllauf
Damen
- Willy de Beer
1000 m: 17. Platz – 1:40,1 min
1500 m: 16. Platz – 2:34,0 min
3000 m: 27. Platz – 5:49,9 min

Herren
- Rudie Liebrechts
1500 m: 10. Platz – 2:12,8 min
5000 m: 8. Platz – 7:50,9 min
10.000 m: 4. Platz – 16:08,6 min
- Peter Nottet
5000 m: 34. Platz – 8:26,1 min
- Ard Schenk
1500 m: 13. Platz – 2:13,4 min
- Kees Verkerk
1500 m:  – 2:10,6 min
5000 m: 9. Platz – 7:51,1 min
10.000 m: 16. Platz – 16:53,4 min